# 花月 (駆逐艦)
花月（はなづき）は、日本海軍の駆逐艦。秋月型駆逐艦の13番艦。
秋月型の第2グループとして、冬月型に分類する文献もある。花とは桜の意味で花月は陰暦2月の異称である。

## 概要
日本海軍が太平洋戦争末期に建造および運用した秋月型駆逐艦。
舞鶴海軍工廠で1944年（昭和19年）2月10日より建造がはじまり、同年12月26日に竣工した。竣工後は訓練部隊の第十一水雷戦隊に所属した。
1945年（昭和20年）3月15日、第三十一戦隊（対潜水艦機動部隊）の第二艦隊に編入にともない花月も第三十一戦隊に編入され、まもなく同戦隊の旗艦となった。
3月中旬の呉軍港空襲では、対空戦闘を実施する。4月6日～7日の第二艦隊（司令長官伊藤整一中将、旗艦「大和」）の沖縄水上特攻作戦では、豊後水道まで同行して対潜哨戒を実施している（坊ノ岬沖海戦）。
4月20日、第二艦隊の解隊にともない第三十一戦隊は連合艦隊附属となった。5月20日、第三十一戦隊は新編の海上挺進部隊部隊に所属した。
終戦後、「花月」はアメリカ海軍に引き渡された。

## 艦歴
「花月」の仮称艦名は、「第366号艦」。
1944年（昭和19年）2月10日、舞鶴海軍工廠は第366号艦を起工した。当初は三菱長崎造船所で建造される予定であったが、線表改訂により舞鶴での建造に変更された。起工から竣工までは320日（約10ヵ月）しかかからなかった。初期の秋月型にくらべ、構造の簡易化がはかられると共に、機銃を大幅に増強していた。
8月25日、第366号艦は「花月（ハナヅキ）」と命名され、同日附で秋月型駆逐艦に類別された。
10月10日、「花月」は進水する。10月29日、舞鶴海軍工廠の艤装員事務所は事務を開始した。
12月1日、日本海軍は東日出夫中佐（当時、三重海軍航空隊教官。駆逐艦「叢雲」沈没時艦長、駆逐艦「親潮」沈没時艦長）を艤装員長に任命した。
12月26日、「花月」は竣工し、同日附で艤装員事務所は撤去された。東中佐（艤装員長）が「花月」の初代駆逐艦長となった。

### 第十一水雷戦隊
就役後の「花月」は、訓練部隊の第十一水雷戦隊に編入された。残工事を終えて1945年（昭和20年）1月20日に舞鶴を出港して瀬戸内海に回航される。この間、旗艦用設備の設置訓令が出され、旗艦設備、電探、単装機銃の設置のほか、水雷用火薬庫を機銃用弾薬庫に転換して、その代償として魚雷2本が陸揚げされた。瀬戸内海で訓練に従事するも、髄膜炎患者3名が出て防疫措置がとられたこともあった。

### 第三十一戦隊
1945年（昭和20年）3月15日、日本海軍は対潜機動部隊の第三十一戦隊（司令官鶴岡信道少将） を、第二艦隊（司令長官伊藤整一海軍中将、旗艦「大和」）に編入する。当時の三十一戦隊旗艦は駆逐艦「竹」であったが（2月28日より）、3日後の3月18日に「竹」に代わって第三十一戦隊旗艦となって鶴岡少将の将旗を翻した。
同日、松型駆逐艦各艦（槇、桐、榧、杉、樫）とともに広島湾に移動して戦艦「大和」の直衛を務め、3月19日の呉軍港空襲では第58任務部隊（マーク・ミッチャー中将）の艦載機と交戦する。呉在泊艦艇では、「日向」「大淀」「天城」「龍鳳」「海鷹」「利根」などが損傷した。
「花月」は3月21日から呉海軍工廠で修理を行い、単装機銃10基を増備した。
3月26日、連合艦隊は「天号作戦発動」を下令し、第一遊撃部隊の佐世保進出待機を命じた（電令作第583号）。同日から3月27日にかけて「花月」は重油250 tと弾薬、酒保物品の搭載を行って、「大和」、第二水雷戦隊〔軽巡洋艦「矢矧」、第17駆逐隊（磯風、雪風、浜風）、第21駆逐隊（朝霜、初霜、霞）、第41駆逐隊（冬月、涼月）〕 の諸艦ともに柱島泊地、三田尻と移動した。
4月5日、伊藤中将に対して第三十一戦隊から駆逐艦4隻を抽出させて前路掃討隊を編成させるよう命令が出される。これに伴い、「榧」「槇」とともに徳山に回航され、「大和」などへ燃料を移した後に、あらためて燃料補給をおこなう。補給後15時に出撃し、「大和」以下海上特攻隊に合流する。約1時間後の16時11分、「大和」から分離命令が出されて海上特攻隊と別れ、18時に柳井に帰投した。
4月7日の戦闘で、海上特攻部隊は6隻（大和、矢矧、磯風、霞、朝霜、浜風）を喪失した。
4月8日、「花月」は柳井を出港して第十一水雷戦隊に合流し、訓練や懇談会を行った。4月19日、発電機修理のため呉に回航されて4月30日まで修理を行う。
4月20日、大本営海軍部は第二艦隊と第二水雷戦隊を解隊、第三十一戦隊と第十一水雷戦隊を連合艦隊附属とした。また解隊された第二水雷戦隊より、残存艦艇〔第7駆逐隊（潮、響）、第17駆逐隊（雪風、初霜）、第41駆逐隊（冬月、涼月）〕を第三十一戦隊に編入した。なお、修理の間4月21日から26日の間は、旗艦の任を「槇」に移した。
5月20日、来るべき本土決戦に際し、小沢治三郎中将（海軍総司令長官、連合艦隊司令長官兼務）は第三十一戦隊、駆逐艦「夏月」（5月25日より第41駆逐隊に編入）、軽巡洋艦「北上」（人間魚雷回天搭載母艦）、駆逐艦「波風」で海上挺進部隊（略号、KTB）を編成した。海上挺進部隊司令官は鶴岡信道少将（第三十一戦隊司令官）。内海西部に配置された海上挺進部隊の任務は、邀撃奇襲作戦と作戦輸送であった（GB電令作第41号）。ただし、第17駆逐隊（第三十一戦隊所属）は海軍砲術学校の練習艦任務のため舞鶴鎮守府部隊に編入されており、海上挺進部隊には加えられていない。花月は引き続き第三十一戦隊旗艦の任を務め、アメリカ軍の本土上陸に備えていた。7月ころより本土決戦のために戦力を温存、重油不足もあり残存艦の多くは樹木等を使って擬装の上繋留し待機していた。屋代島付近にて「桐」「蔦」とともに擬装繋留し戦力を温存し、そのまま8月15日の終戦を迎える。8月26日、横須賀鎮守府第一予備駆逐艦に定められ、10月5日に除籍された。
戦後は復員輸送艦として用いられた。1947年（昭和22年）8月27日に特別輸送艦の定めを解かれた。横須賀で特別保管艦として係留の後、同年8月29日 に青島で戦時賠償艦としてアメリカに引き渡され、ハルナンバー「DD-934」と仮命名される。調査終了後の1948年（昭和23年）2月3日、北緯35度30分 東経122度49分 / 北緯35.500度 東経122.817度の地点で処分された。

## 艦長
艤装員長
1. 東日出夫 中佐：1944年12月1日[31] - 1944年12月26日[35]

駆逐艦長
（注）1945年12月20日以降は「艦長」。
1. 東日出夫 中佐/第二復員官/第二復員事務官/復員事務官：1944年12月26日[35] - 1947年9月5日[60]